# Lepidium trianae
Lepidium trianae är en korsblommig växtart som beskrevs av Albert Thellung. Lepidium trianae ingår i släktet krassingar, och familjen korsblommiga växter. Inga underarter finns listade i Catalogue of Life.